# Kungliga röda korset
Kungliga röda korset (engelska: Royal Red Cross, RRC) är ett militärt förtjänsttecken i Storbritannien och Samväldet som utdelas för utomordentliga förtjänster inom militär omvårdnad. Utmärkelsen inrättades av drottning Viktoria 1883 och den första mottagaren var grundaren av modern omvårdnad, Florence Nightingale.

## Klasser och mottagare
Förtjänstmedaljen inrättades den 27 april 1883 genom beslut av drottning Viktoria. Den hade då en klass (Member) och avsåg armén och flottan. I samband med första världskriget inrättade kung George V i november 1915 även en andra, lägre klass (Associate). Samtidigt utökades den till att även gälla flygvapnet.
Fram till 1976 kunde medaljen endast delas ut till kvinnor. Därefter har även män kunnat få medaljen. Från 1979 har medaljen även utdelats postumt.
Den som tilldelats utmärkelsen får placera bokstäverna RRC respektive ARRC efter sitt namn.

## Förtjänster som belönas
Utmärkelsen ges till fullt utbildade sjukskötare inom en erkänd militär eller civil sjukvårdsorganisation, som har visat särskilt stor hängivenhet och kompetens i utförandet av omvårdnad, över en kontinuerlig och lång period. Den kan också utdelas till personer som har gjort exceptionellt modiga och hängivna gärningar i sin tjänst. Den ges oavsett rang.